# Staszów
Staszów  (udtale:[ˈstaʂuf])  er en by i den sydøstlige del af  voivodskabet Święty Krzyż i  den sydøstlige del af Polen, i den historiske region Lillepolen. Byen  har 14.158(2021) indbyggere og et areal på 11,37 km², og er administrationsby i powiatet Staszów. Den ligger omkring 54 km sydøst for Kielce, og120 km nordøst for Kraków, og ere det 8. største bycentrum i voivodskabet.

## Beliggenhed
Staszów ligger i det sydøstlige hjørne af Świętokrzyskiebjergene, i det historiske Sandomierz land, som i 1314 blev til Lillepolens Sandomierz voivodskab. Byen forblev i dette voivodskab i hundreder af år, indtil 1795 (se Polens delinger). Mellem 1796-1809 tilhørte det Kejserriget Østrig, og derefter til Hertugdømmet Warszawa, som efter Wienerkongressen blev til Kongrespolen, et russisk protektorat.

## Historie
Første omtale af byen kommer fra 1241, hvor landsbyen Staszów under den første mongolske invasion af Polen blev brændt sammen med dens trækirke. I 1345 blev en ny St. Bartholomew-kirke bygget, og i 1440'erne blev landsbyen Staszów nævnt i Jan Długoszs Liber Beneficiorum Dioecesis Cracoviensis. I begyndelsen af det 16. århundrede havde Staszów en markedsplads med et rådhus, omgivet af lejemålshuse. De første jøder bosatte sig i Staszów omkring det tidspunkt, hvor det blev tildelt bystatus, i 1526, og kort efter blev et organiseret jødisk samfund etableret der. I 1580 dukkede det op som et af centrene for reformationen i Lillepolen. Byen tilhørte flere adelige familier, herunder Opaliński og Tęczyński. I 1610 blev de jødiske indbyggere anklaget for  rituelt mord. En retssag fandt sted, hvorefter de blev bortvist fra byen. Forbuddet mod jøder i Staszow blev officielt afskaffet kun 80 år efter deres fordrivelse, i 1690, hvorefter antallet af jøder hurtigt voksede igen. I 1709, få år efter et udbrud af sorte død blev Staszów taget til erobret og ødelagt af svenskerne under Den store nordiske krig.
I 1795 blev Staszów annekteret af Østrig til provinsen Vestgalicien, og var derefter, under Napoleonskrigene, en del af Hertugdømmet Warszawa, senere russisk-kontrollerede Kongrespolen. I 1815 blev Staszów for første gang nogensinde sæde for powiatet. Dens indbyggere deltog i både novemberopstanden og januaroprøret, så den russiske regering besluttede, at en russisk kejserlig hærgarnison på 800 mand var stationeret der. I 1900 opstod Staszów som et lokalt handelscenter med et bryggeri, flere møller og andre virksomheder.